# Jacob Benzelius
Jacob Benzelius (25. februar 1683 i Uppsala—19. juni 1747 i Stockholm) var en svensk ærkebiskop, søn af Erik Benzelius den Ældre, bror til Erik og Henrik Benzelius.
Benzelius blev 1718 professor i teologi i Lund, 1731 biskop i Göteborg og 1744 ærkebiskop efter sin bror Erik. 
Benzelius udgav flere teologiske håndbøger. Han deltog i de fleste rigsdage (1719—47) på Hattenes side. Benzelius var meget streng mod pietismen.